# Liste de photographes polonais
Liste de quelques photographes polonais.
- Mariusz Adamski (en)
- Mirosław Araszewski (pl)
- Leon Barszczewski
- Andrzej Baturo
- Zdzisław Beksiński
- Joshua Budziszewski Benor
- Paweł Bielec
- Wilhelm Brasse
- Sylwester Braun
- Zbigniew Brym
- Jan Bułhak
- Michał Cała
- Zofia Chomętowska
- Zofia Rydet
- Erazm Ciołek (pl)
- Jacenty Dędek
- Zbigniew Dłubak
- Andrzej Dragan
- Maksymilian Fajans
- Janusz Gajos
- Edward Hartwig
- Mariusz Hermanowicz
- Ryszard Horowitz
- Zuzanna Janin
- Mieczysław Karłowicz
- Bogdan Konopka
- Witold Krassowski
- Eugeniusz Lokajski
- Andrzej Majewski
- Maciej Michalski
- Chris Niedenthal
- Szymon Niemiec
- Krzysztof Olszewski
- Andrzej Pawłowski
- Wojciech Plewiński
- Konrad Pollesch
- Krzysztof Pruszkowski
- Włodzimierz Puchalski
- Henryk Ross
- Eva Rubinstein
- Wilhelm Russ
- Władysław Sławny
- Tomasz Sobecki
- Rosław Szaybo
- Stefan Themerson
- Jerzy Tomaszewski (Jur)
- Jacek Tylicki
- Wacław Wantuch
- Stanisław Ignacy Witkiewicz
- Casimir Zagourski
- Zbigniew Zegan
- Artur Żmijewski (réalisateur)